# 일본-유럽 연합 관계
유럽 연합(EU)과 일본의 관계는 1959년으로 거슬러 올라간다. 특히 투자 플로우에 대해서는, 무역 관계가 강하다.
2019년 2월 1일, 세계 경제의 3분의 1을 커버하는 세계 최대의 열린 경제 분야인 일본과의 경제동반자협정(EPA)이 발효되었다.

## 역사
1959년에는 벨기에 주재 일본 대사가 일본 최초의 유럽위원회 대표(1993년에는 EU가 됨)로 인정되었다. 하지만 도쿄에 유럽 대표단을 꾸리는 데는 1974년까지 걸릴 것으로 전망된다. 1984년에 제1회 각료급 회담을 개최했다.
서구와의 문화적, 비경제적 관계는 1980년대에 크게 발전했지만 경제적 관계는 지난 10년 동안 일서유럽 관계에서 가장 중요한 요소였다. 서유럽 관계에서 일어나는 사건은 물론 정치, 경제, 나아가 군사 문제에 있어서도 일본에 직접적인 의미가 있기 때문에 일본인 해설자에게 관심이 있는 대부분의 화제였다. 서구 경제 통합이 우리나라의 무역 · 투자 등 서구의 기회에 미치는 영향을 중심으로 한 주요 과제가 되고 있다. 
서-유럽의 일부 정상은 일본의 유럽연합(1993년 11월까지)에 대한 접근을 제한하고 싶었지만, 일본의 무역 및 투자에 대한 개방적인 입장도 있었다. 서-유럽 국가들과 "미국 • 캐나다 • 멕시코 자유무역협정(NAFTA)" 간의 경제 관계 강화에 따라 우리나라를 비롯한 아시아 태평양 지역 국가들은 1980년대 후반부터 경제 협력 확대에 나섰다. 
1987년에 일본 정부와 유럽위원회(기업산업총국)는 일-EU 간의 모든 산업무역투자협력 강화를 목적으로 한 NPO법인 '일-EU 산업 협력 센터'를 설립했고, 1991년 7월 18일에 가이후 도시키 총리는 루드 루벨스 네덜란드 총리 겸 유럽 이사회 의장, 데롤스 EU 집행위원장과 공동성명에 서명하고 외교과학기술 협력에 관한 일본과 유럽 공동체의 긴밀한 협의를 해나가겠다고 밝혔다. 개발도상국에 대한 지원 및 무역 분쟁의 삭감 노력을 일본 외무성 관계자는 이번 합의가 일본과 유럽 공동체의 정치적 유대 관계를 넓히고 무역 분쟁의 좁은 범위를 넘어서게 될 것으로 기대하고 있다.

## 정치적 관계 및 합의
EU와 일본은 민주주의 인권 시장경제의 가치관을 공유하고 있다. 양자는 글로벌한 주체이며, 국제 포럼에서 협력하고 있다. 또한 일본은 서발칸 지역 재건에 기여하고, EU는 한국을 비롯한 아시아의 평화 유지를 위한 국제적인 노력을 지원하는 등 지역 간에도 협력하고 있다.
일본과의 관계는 1991년의 공동선언과 2001년의 일-EU협력 행동계획의 2개의 문서에 고정되어 있다. 또 두 정상 사이에는 연례 정상회의와 의회 간 기관 등 다양한 포럼이 있다. 양자는 현재, 2016년 5월 27일의 제42회 G7 정상회의에서 논의된, 깊고 포괄적인 자유무역협정을 향해서 작업하는 것에 합의하고 있다. 지금까지 쌍방에 의해 4개의 협정이 서명됐다.
2017년 12월 8일 일본과 유럽 연합은 원칙적으로 2017년 7월 합의에 도달 한 후 경제 동반자 협정을 체결했다.
2018년 7월 17일 EU 경제동반자협정이 정식으로 서명되어 세계 최대의 양자간 자유무역협정이 되어 세계 GDP의 약 3분의 1을 담당하는 개방무역권이 형성되었다.
일본과 EU는 2019년 2월 1일 이후 세계경제의 3분의 1을 커버하는 세계 최대의 개방적 경제영역인 EU-닛케이 경제동반자협정(EPA)에 가맹하고 있다. 일본은 EU 제6위의 수출시장(2018년 3.3%, 647.5억유로)이다. EU의 수출은 기계 수송용 기기(31.3%), 화학제품(14.1%), 농산물(11.0%)이 중심이다. EU의 수출은 세계적으로 확대되고 있지만, 2006년 이후, 우리 나라에의 수출은 약간 감소하고 있다. 2009년은, 세계적인 금융 위기의 영향으로 수출이 14.7%감소했지만, 2010년은 21.3%회복했다. 또한 EU에 대한 수입액도 6위(2018년 3.6%, 704.7억 유로)이다. 일본의 유럽 수출은 주로 기계·수송기기(66.7%)이다. EU는 우리 나라에 있어서 제3위의 무역 상대국(수입 11.1%, 수출 13.3%)이다.[9]
2000년 이후 무역의 추세는 일본과의 EU27 무역 적자가 2000년 9.3 %에서 2012년 3.6 %로 현저히 감소하여 일본과의 EU27 무역 적자가 크게 감소한 것이 특징이다.
2013년, EU의 자동차 메이커는 245,363대, 64억유로 상당을 수출했다. 한편, 일본으로부터의 수입 대수는 365,897대, 57억유로이다.
2009년부터 2011년 사이에, EU와의 무역은 안정적인 흑자를 유지해, 우리 나라의 EU 수입 총액에서 차지하는 비율도 3%강으로 안정되어 있다.

## 투자
최근에는, 해외 직접투자(FDI)의 흐름이 EU에서 일본 중심의 흐름으로 바뀌어, 2006년에는 EU에서 162억유로, 일본은 16억유로를 투자하고 있다. 2009년까지 EU의 대내 직접투자의 5.0%가 일본에서, EU의 대내 직접투자의 2.3%가 일본에서 왔다. EU는 우리나라 투자의 최대 비중인 780억 유로의 투자 스톡을 유치하고 있다.
유럽 기업에 있어서, 일본에 대한 비즈니스나 투자는 곤란하며, 양자 사이에 무역 분쟁이 일어나고 있다. 그러나, 우리 나라의 경제의 감속은, EU의 비즈니스나 투자에의 개방을 촉진했다. 무역장벽 감축에 나서는 한편 투자흐름을 개방하는 게 최대 쟁점이다.

## 같이 보기
- 유럽 연합의 경제
- 일본 경제
- 원산지 규칙
- 시장 접근
- 자유 무역 지역